# Dwa krzesła (obrazy Vincenta van Gogha)
Krzesło Vincenta z jego fajką i Fotel Paula Gauguina – tytuły dwóch obrazów namalowanych łącznie przez Vincenta van Gogha w okresie od listopada 1888 do stycznia 1889, podczas jego pobytu w miejscowości Arles:
1. Krzesło Vincenta z jego fajką (hol. De stoel van Van Gogh, ang. Vincent's Chair with His Pipe)[1]), obecnie w zbiorach National Gallery w Londynie. Nr kat.: F 499, JH 1536.
2. Fotel Paula Gauguina (hol. De stoel van Gauguin, ang. Paul Gauguin's chair)[2]), obecnie w zbiorach Muzeum Vincenta van Gogha w Amsterdamie. Nr kat.: F 498, JH 1635.

## Historia i opis
W październiku 1888 na zaproszenie van Gogha przyjechał do Arles Paul Gauguin. Zamieszkał w „Żółtym Domu”, w którym van Gogh zamierzał zorganizować kolonię artystyczną. Obaj rozpoczęli wspólne malowanie, jednak wkrótce zaczęło między nimi dochodzić do konfliktów. Wśród wielu obrazów, które w tym czasie namalował van Gogh, znalazły się dwa, przedstawiające krzesła jego i Paula Gauguina. O podjęciu pracy nad tematem poinformował brata Theo w liście napisanym ok. 19 listopada 1888:
Tymczasem muszę ci jednak powiedzieć, że te dwa ostatnie szkice są dość zabawne. Płótna rozmiaru 30, drewniane krzesło i trzcinowe siedzenie, cale żółte, na czerwonej terakocie na tle ściany (w dzień). Potem fotel Gauguina, czerwony i zielony, efekt nocy, na siedzeniu dwie powieści i świeca. Na żeglarskim płótnie w grubym impaście.
i później, gdy w styczniu 1889 kończył oba obrazy, już po wyjściu ze szpitala, w którym znalazł się po obcięciu sobie ucha:
Chciałbym bardzo, żeby de Haan zobaczył mój szkic palącej się świecy i dwóch powieści (jedna żółta, druga różowa), umieszczonych na pustym fotelu (tzn. fotelu Gauguina), płótno rozmiaru 30, w czerwieni i zieleni. Pracowałem dziś znowu nad pendantem, moim własnym, pustym krzesłem, białym drewnianym krzesłem z fajką i kapciuchem. W tych dwóch szkicach, jak w innych, sam próbowałem odnaleźć efekt światła w jasnym kolorze – de Haan prawdopodobnie zrozumie, czego szukam, jeśli przeczytasz mu to, co ci piszę na ten temat. 

## Technika
Schemat kolorów użytych na tych dwóch obrazach jest, mówiąc potocznie, tak różny jak dzień i noc. Krzesło van Gogha namalowane jest w jasnych barwach, sugerujących światło dnia, podczas gdy krzesło Gauguina oddane zostało w tonacjach ciemniejszych, posępnych; wspomniał już o tym w liście sam van Gogh. Kompozycja barw jego krzesła opiera się na wariacjach zestawionych w pary barw dopełniających: błękitu i oranżu oraz czerwieni i zieleni. Czerwień podłogi pod krzesłem równoważą muśnięcia zieleni ponad nią i dodatkowe pociągnięcia pędzlem w tym samym kolorze na najbliższej nodze krzesła. Van Gogh uwydatnił kompozycję poprzez wyraziste kontury, dodane później, obejmujące powierzchnie w tym samym kolorze. Intensywność konturów wzmacnia efekt obrazu, ale też tworzy określone napięcie między linią a barwą. Zniekształcając perspektywę podłogi i nogi krzesła van Gogh odcisnął własne piętno na swym dziele, akcentując subiektywność swego postrzegania. Fajka, chusteczka i tytoń stanowią centralny punkt obrazu, zarówno w sensie narracyjnym jak i malarskim, dostarczając nutki neutralnej bieli pośród wzajemnej gry barw zimnych i ciepłych. Terakota na podłodze namalowana została grubymi pociągnięciami pędzla, często stosowanym w tym czasie przez van Gogha dla oddania tła. Krótkie, poziome i pionowe pociągnięcia pędzla przeplatają się kolejno w swobodnych połączeniach czerwieni, brązów i zieleni.

## Analiza. Symbolika. Interpretacja
Oba obrazy należą do najczęściej analizowanych prac Van Gogha. Według jednego z badaczy jego twórczości, Jana Hulskera "niewiele jest obrazów van Gogha, o których napisano tak dużo w ostatnich latach.". Te, stanowiące całość, obrazy przyciągały uwagę z powodu towarzyszącej im symbolicznej interpretacji. Van Gogh wspominał o tych obrazach w swoich listach, ale nie przedstawił szczegółowych interpretacji ani ukrytych przesłań zawartych w obu dziełach. W liście napisanym w lutym 1889 do krytyka Alberta Auriera, opisał krzesło Gauguina jako
szkic jego fotela z ciemnego, brązowo-czerwonego drewna, z siedzeniem z zielonkawej słomy, w miejscu nieobecnego [Gauguina] jest świeca i kilka współczesnych powieści.
Symbolika tej pary obrazów jest oczywista: żółte krzesło van Gogha zostało przedstawione w świetle dziennym, krzesło Gauguina w nocy (czerwień i zieleń). Fajka i tytoń mocno akcentują obecność Vincenta, zaś świeczka (nadchodzącą ?) nieobecność Gauguina.
Symboliczne znaczenie mają też użyte barwy: żółcień to barwa użyta do namalowania Żółtego domu, wyrażająca światło i nadzieję, podczas gdy użyte do namalowania fotela Gauguina czerwień i zieleń są tymi samymi barwami, które van Gogh zastosował przy malowaniu Nocnej kawiarni dla oddania atmosfery mroku i straconych marzeń
Inna interpretacja odwołuje się do różnic społecznych dzielących obu artystów. Krzesło van Gogha ukazane jest jako proste i bezpretensjonalne – proste, słomiane krzesło na tle podłogi z czerwonej terakoty. Z drugiej strony – bardziej wyszukane, ozdobione krzesło Gauguina. Przez cale swoje życie van Gogh przedkładał towarzystwo biednych ludzi nad tych z arystokratycznym pochodzeniem. Być może van Gogh postrzegał sam siebie bardziej pośród ciężko pracujących wieśniaków, których tak często malował a mniej wśród lubiących się bawić (i prawdopodobnie egoistycznych) światowców jak Gauguin.
Najdalej w symbolicznej interpretacji krzeseł posunął się Albert Ludin, który w swej książce Stranger on the Earth: A Psychological Biography of Vincent van Gogh zanalizował życie Gogha pod kątem psychoanalizy odwołując się do seksualnych skojarzeń zawartych jego zdaniem w obu tych obrazach a nawet sugerując ukryte, homoseksualne pożądanie Gauguina przez van Gogha.
Bez względu na zakres interpretacji oba obrazy pozostają wśród najbardziej podziwianych i najpiękniej wykonanych prac van Gogha.

## Prezentacja obrazów
Obok symbolicznych podtekstów oba obrazy są wyjątkowe, jeśli chodzi o sposób ich wspólnej ekspozycji, czy to w książkach, czy na (rzadkich) wystawach. Kiedy krzesło Gauguina pokazywano z lewej a krzesło van Gogha z prawej strony, tak, aby oba krzesła były odwrócone do siebie plecami, miało to symbolizować konfliktową naturę obu artystów i gwałtowny charakter ich wzajemnej relacji. Jeżeli natomiast przedstawiano je zwrócone do siebie „twarzami” nadawano temu inną interpretację – akcentowano wzajemny szacunek pomiędzy obu artystami, niechętny ale szczery podziw pomimo niefortunnego końca ich wzajemnych stosunków w "Żółtym Domu" w Arles.